# ماتیا بوساتو
ماتیا بوساتو (انگلیسی: Mattia Busato؛ متولد ۲ فوریه ۱۹۹۳) کاراته‌کا ایتالیایی است. در مسابقات کاراته قهرمانی جهان، او برنده دو مدال برنز در مسابقات کاتای مردان شده‌است.

## حرفه
وی در بازی‌های اروپایی ۲۰۱۵ که در باکو، آذربایجان برگزار شد، در مسابقات کاتای انفرادی مردان به مدال نقره رسید. در سال ۲۰۱۹، او یکی از مدال‌های برنز این ماده را در بازی‌های اروپایی ۲۰۱۹ در مینسک، بلاروس به دست آورد. وی قرار است به عنوان نماینده ایتالیا در بازی‌های المپیک تابستانی ۲۰۲۰ در توکیو، ژاپن در کاراته رقابت کند.
در مسابقات جهانی ۲۰۱۷ که در وروتسواو لهستان برگزار شد، در مسابقات کاتای مردان رقابت کرد. در سال ۲۰۱۸، وی در مسابقات جهانی کاراته دانشگاهی جهان ۲۰۱۸ که در کوبه ژاپن برگزار شد، یکی از مدال‌های برنز کاتای مردان را به دست آورد.